# Roeblingite
La roeblingite è un minerale.
Chiamata così in onore del colonnello Roebling (1837-1926) ingegnere, costruttore di ponti, collezionista di minerali e importante associato della Mineralogical Society of America.